# Vivid Entertainment
Vivid Entertainment Group — найбільша у світі компанія з виробництва порнофільмів, що випускає фільми на VHS, DVD і в інтернеті. Vivid спеціалізується на виробництві високоякісної порно-продукції, знімаючи відео в екзотичних місцях, використовуючи професійне обладнання. Засновником компанії є Стівен Хірш, співвласником компанії є Білл Ешер.

## Vivid Girls
Компанія відома новаторською концепцією «Vivid Girls» — акторки, підписуючи контракт, погоджуються працювати тільки з Vivid. Vivid часто є компанією, де акторки «працювали», але такі відомі порноакторки як Дженна Джеймсон, Хайепейша Лі, Тера Патрік також ставали Vivid Girls.

## Нагороди
Згідно з AVN, Vivid виграла нагород більше, ніж будь-яка інша студія в історії індустрії. Серед них:
- 1987 AVN Award — «Best Video Feature» за Blame it on Ginger[6].
- 1991 AVN Award — «Best Vignette Release» за Beat the Heat[7]
- 1992 AVN Award — «Best Vignette Release» за Scarlet Fantasy[8]
- 1992 AVN Award — «Top Renting Release of the Year» за The Masseuse[8]
- 1992 AVN Award — «Best Film» за On Trial[8]
- 1997 AVN Award — «Best Film» за Bobby Sox[9]
- 1998 AVN Award — «Best Film» за Bad Wives[10]
- 2000 AVN Award — «Best Film» за Seven Deadly Sins[11]
- 2002 AVN Award — «Best Film» за Fade To Black[12]
- 2003 AVN Award — «Top Selling Release of the Year» за Brianna Loves Jenna[13].
- 2003 AVN Award — «Top Renting Release of the Year» за Brianna Loves Jenna[13].
- 2004 AVN Award — «Best Film» за Heart of Darkness[14].
- 2005 AVN Award — «Best Film» за The Masseuse[15]
- 2005 AVN Award — «Best Video Feature» за Bella Loves Jenna[15].
- 2006 AVN Award — «Best Film» за The New Devil in Miss Jones[16]
- 2006 AVN Award — «Top Renting Release of the Year» за The Masseuse[16]
- 2007 AVN Award — «Best Gonzo Release» за Chemistry[17]
- 2007 AVN Award — «Best Interactive CD-ROM — Game» за Virtual Vivid Girl Sunny Leone[17]
- 2008 AVN Award — «Top Renting Title of the Year — 2007» за Debbie Does Dallas … Again[18]
- 2008 AVN Award — «Best Film» за Layout[18].
- 2008 AVN Award — «Best Pro-Am Series» заFilthy's First Taste[18].
- 2009 AVN Award — «Best Music Soundtrack» -The Bad Luck Betties[19].
- 2009 AVN Award — «Best Educational Release» за Tristan Taormino's Expert Guide to Oral Sex 2[19]
- 2009 AVN Award — «Best Film» за Cry Wolf[19]
- 2010 AVN Awards — Throat: A Cautionary Tale виграв 5 нагород[20].
- 2010 AVN Award — «Best Overall Marketing Campaign» — Company Image'[20].
- 2010 AVN Award — «Best Music Soundtrack» — Live in My Secrets — Vivid-Alt[20].
- 2010 AVN Award — «Vivid Ed for 'Best Educational Release'» — Tristan Taormino's Expert Guide to Threesomes[20].
- 2010 AVN Award — «Best Pro-Am Series» Brand New Faces[20].